# Manassé (patriarche)
Pour les articles homonymes, voir Manassé.
Manassès ou Manassé (en hébreu : מְנַשֶּׁה) est le nom de l'aîné des deux fils de Asnath et Joseph dans le texte biblique. Il est le père de Machir. Sa descendance a donné une des douze tribus d'Israël, la tribu de Manassé. La Genèse fait venir ce nom de l'hébreu nashah (= oublier) :

« Joseph donna à l'aîné le nom de Manassé, car, dit-il, Dieu m'a fait oublier toute ma peine et toute la famille de mon père. »

— Genèse 41,50-52
Manassé a une concubine araméenne.
L'autre fils de Joseph s'appelait Éphraïm, cadet de Manassé.